# Tennistoernooi van Miami 2025
Het tennistoernooi van Miami van 2025 wordt van dinsdag 18 tot en met zondag 30 maart 2025 gespeeld op de hardcourtbanen van het Hard Rock Stadium in Miami Gardens, 27 km benoorden de Amerikaanse stad Miami. De officiële naam van het toernooi is Miami Open.
Het toernooi bestaat uit twee delen:
- WTA-toernooi van Miami 2025, het toernooi voor de vrouwen
- ATP-toernooi van Miami 2025, het toernooi voor de mannen

## Toernooikalender
- Bron: Tournament Schedule op miamiopen.com

| Miami             | maart 2025 | maart 2025 | maart 2025 | maart 2025 | maart 2025 | maart 2025 | maart 2025 | maart 2025  | maart 2025  | maart 2025   | maart 2025   | maart 2025 | maart 2025 |
| Miami             | din 18     | woe 19     | don 20     | vrĳ 21     | zat 22     | zon 23     | maa 24     | din 25      | woe 26      | don 27       | vrĳ 28       | zat 29     | zon 30     |
| ----------------- | ---------- | ---------- | ---------- | ---------- | ---------- | ---------- | ---------- | ----------- | ----------- | ------------ | ------------ | ---------- | ---------- |
| vrouwenenkelspel  | 1e ronde   | 1e ronde   | 2e ronde   | 2e ronde   | 3e ronde   | 3e ronde   | 4e ronde   | kwartfinale | kwartfinale | halve finale |              | finale     |            |
| mannenenkelspel   |            | 1e ronde   | 1e ronde   | 2e ronde   | 2e ronde   | 3e ronde   | 3e ronde   | 4e ronde    | kwartfinale | kwartfinale  | halve finale |            | finale     |
| vrouwendubbelspel |            |            | 1e ronde   | 1e ronde   | 1e ronde   | 2e ronde   | 2e ronde   | kwartfinale | kwartfinale |              | halve finale |            | finale     |
| mannendubbelspel  |            |            | 1e ronde   | 1e ronde   | 1e ronde   | 1e ronde   | 2e ronde   | kwartfinale | kwartfinale | halve finale |              | finale     |            |

ATP-toernooi van Miami‎ – WTA-toernooi van Miami‎

1985 · 1986 · 1987 · 1988 · 1989 · 1990 · 1991 · 1992 · 1993 · 1994 · 1995 · 1996 · 1997 · 1998 · 1999 · 2000 · 2001 · 2002 · 2003 · 2004 · 2005 · 2006 · 2007 · 2008 · 2009 · 2010 · 2011 · 2012 · 2013 · 2014 · 2015 · 2016 · 2017 · 2018 · 2019 · 2020 · 2021 · 2022 · 2023 · 2024 · 2025